# Georgie Stone (acteur)
Pour les articles homonymes, voir Georgie Stone.
Georgie Stone est un acteur américain, né le 3 septembre 1909 à Cleveland (Ohio) et mort le 25 avril 2010 à Denver (Colorado).

## Filmographie partielle
- 1916 : Le Mystérieux Caissier (The Children in the House), de Chester M. Franklin et Sidney Franklin
- 1916 : Everybody's Doing It de Tod Browning
- 1916 : Going Straight (en) de Chester M. Franklin et Sidney Franklin
- 1916 : Gretchen the Greenhorn de Chester M. Franklin et Sidney Franklin
- 1918 : Till I Come Back to You de Cecil B. DeMille
- 1928 : La Petite Dame du vestiaire (Naughty Baby) de Mervyn LeRoy
- 1929 : L'Homme aux deux visages (Skin Deep) de Ray Enright